# Brook Benton/Diskografie
Diese Diskografie ist eine Übersicht über die musikalischen Werke des afroamerikanischer Pop- und Rhythm-&-Blues-Sängers Brook Benton. Zwischen den 1950er und 1970er Jahren veröffentlichte er meist erfolgreich zahlreiche Single- und Langspielplatten. Die von ihm gesungenen Titel fanden sich auch nach seinem Tod auf CD-Alben wieder.

## Vinyl-Single-Schallplatten

| Titel                                                            | Katalog-Nr. | veröffentlicht |
| ---------------------------------------------------------------- | ----------- | -------------- |
|                                                                  | Okeh        |                |
| Bring Me Love / Some Of My Best Friends                          | 4-7065      | 1956           |
|                                                                  | Epic        |                |
| Love Made Me Your Fool / Give Me A Sign                          | 9177        | 1956           |
| The Wall / All My Love Belongs To You                            | 9199        | 1957           |
|                                                                  | Vik         |                |
| I Wanna Do Everything For You / Come On Be Nice                  | 0285        | 1957           |
| A Million Miles From Nowhere / Devoted                           | 0311        | 1957           |
| Because You Love Me / Crinoline Skirt                            | 0325        | 1958           |
| Crazy In Love With You / I’m Coming Back To You                  | 0336        | 1958           |
|                                                                  | RCA Victor  |                |
| Only Your Love / If Only I Had Known                             | 47-7489     | 1959           |
|                                                                  | Mercury     |                |
| It’s Just A Matter Of Time / Hurtin’ Inside                      | 71394       | 1959           |
| Endlessly / So Close                                             | 71443       | 1959           |
| Thank You Pretty Baby / With All Of My Heart                     | 71478       | 1959           |
| So Many Ways / I Want You Forever                                | 71512       | 1959           |
| This Time Of The Year / Nothing In The World                     | 71554       | 1959           |
| This Time Of The Year / How Many Times                           | 71558       | 1959           |
| Baby / I Do (& Dinah Washington)                                 | 71565       | 1960           |
| The Ties That Bind / Hither, Thither And Yon                     | 71566       | 1960           |
| A Rockin’ Good Way / I Believe (& Dinah Washington)              | 71629       | 1960           |
| Kiddio / The Same One                                            | 71652       | 1960           |
| Fools Rush In / Someday You’ll Want Me To Want You               | 71722       | 1960           |
| This Time Of The Year / Merry Christmas, Happy New Year          | 71730       | 1960           |
| Think Twice / For My Baby                                        | 71774       | 1961           |
| The Boll Weevil Song / Your Eyes                                 | 71820       | 1961           |
| Frankie And Johnny / It’s Just A House Without You               | 71859       | 1961           |
| Revenge / Really Really                                          | 71903       | 1961           |
| Shadrack / The Lost Penny                                        | 71912       | 1961           |
| Walk On The Wild Side / Somewhere In The Used To Be              | 71925       | 1962           |
| Hit Record / Thanks To The Fool                                  | 71962       | 1962           |
| Lie To Me / With The Touch Of Your Hand                          | 72024       | 1962           |
| Hotel Happiness / Still Waters Run Deep                          | 72055       | 1962           |
| I Got What I Wanted / Dearer Than Life                           | 72099       | 1963           |
| My True Confession / Tender Years                                | 72135       | 1963           |
| Two Tickets To Paradise / Don’t Hate Me                          | 72177       | 1963           |
| Baby, You’ve Got It Made / Stop Foolin’ (& Damita Jo)            | 72207       | 1963           |
| This Time Of The Year / You’re All I Want For Christmas          | 72214       | 1963           |
| Going, Going, Gone / After Midnight                              | 72230       | 1963           |
| Too Late To Turn Back Now / Another Cup Of Coffee                | 72266       | 1964           |
| A House Is Not A Home / Come On Back                             | 72303       | 1964           |
| Lumberjack / Don’t Do What I Did                                 | 72333       | 1964           |
| Do It Right / Please, Please Make It Easy                        | 72365       | 1964           |
| Special Years / Where There’s A Will                             | 72398       | 1965           |
| Love Me Now / A-Sleepin’ At The End Of The Bed                   | 72446       | 1965           |
|                                                                  | RCA Victor  |                |
| Mother Nature, Father Time / You’re Mine                         | 47-8693     | 1965           |
| Where There’s Life / Only A Girl Like You                        | 47-8768     | 1965           |
| Too Much Good Lovin’ / A Sailor Boy’s Love Song                  | 47-8830     | 1966           |
| Break Her Heart / In The Evening In The Moonlight                | 47-8879     | 1966           |
| Where Does A Man Go To Cry / The Roach Song                      | 47-8944     | 1966           |
| So True In Life, So True In Love / If You Only Knew              | 47-8995     | 1966           |
| Our First Christmas Together / Silent Night                      | 47-9031     | 1966           |
| Wake Up / All My Love Belongs To You                             | 47-9096     | 1967           |
| Keep The Faith Baby / Going To Soulsville                        | 47-9105     | 1967           |
|                                                                  | Reprise     |                |
| You’re The Reason I’m Living / Laura                             | 0611        | 1967           |
| Glory Of Love / Weakness In A Man                                | 0649        | 1967           |
| Instead (Of Loving You) / Lonely Street                          | 0676        | 1968           |
|                                                                  | Cotillion   |                |
| I Just Don’t Know What To Do With Myself / Do Your Own Thing     | 44007       | 1968           |
| She Knows What To Do With ’Em / Touch ’Em With Love              | 44031       | 1969           |
| Nothing Can Take The Place Of You / Woman Without Love           | 44034       | 1969           |
| Rainy Night In Georgia / Where Do You Go From Here               | 44057       | 1969           |
| My Way / A Little Bit Of Soap                                    | 44072       | 1970           |
| Don’t It Want To Make You Go Home / I’ve Gotta Be Me             | 44078       | 1970           |
| Shoes / Let Me Fix It                                            | 44093       | 1970           |
| Take A Look At Your Hands / If You Think God Is Dead             | 44119       | 1971           |
| Please Send Me Someone To Love / She Even Woke Up To Say Goodbye | 44130       | 1971           |
| A Black Child Can’t Smile / If You Think God Is Dead             | 44138       | 1971           |
| Soul Santa / Let Us All Get Together With The Lord               | 44141       | 1971           |
| Movin’ Day / Poor Make Believer                                  | 44152       | 1972           |
|                                                                  | MGM         |                |
| If You’ve Got The Time / You Take Me Home Honey                  | 14440       | 1972           |
|                                                                  | Brut        |                |
| Lay Lady Lay / A Touch Of Class                                  | 810         | 1973           |
| South Carolina / South Carolina                                  | 816         | 1973           |
|                                                                  | Confidence  |                |
| Lay Lady Lay / South Carolina                                    | 69          | 1973           |

## Langspiel-Alben
| Vinyl-LP                      | Vinyl-LP         | Vinyl-LP       |
| Titel                         | Katalog-Nr.      | veröffentlicht |
| ----------------------------- | ---------------- | -------------- |
| It’s Just A Matter Of Time    | Mercury 60077    | 1959           |
| Endlessly                     | Mercury 60146    | 1959           |
| The Boll Weevil Song          | Mercury 60641    | 1961           |
| There Goes That Song Again    | Mercury 60673    | 1962           |
| Golden Hits                   | Mercury 20607    | 1962           |
| Lie To Me                     | Mercury 20740    | 1962           |
| Best Ballads Of Broadway      | Mercury MVL 307  | 1963           |
| Golden Hits Volume 2          | Mercury 20774    | 1963           |
| Born To Sing The Blues        | Mercury MG 20886 | 1964           |
| That Old Feeling              | RCA Victor 3514  | 1966           |
| My Country                    | RCA Victor 3590  | 1966           |
| Do Your Own Thing             | Cotillion 9002   | 1969           |
| Brook Benton Today            | Cotillion 9018   | 1970           |
| Home Style                    | Cotillion 9028   | 1970           |
| Story Teller                  | Cotillion 9050   | 1972           |
| Something For Everyone        | MGM 4874         | 1973           |
| CD-Alben                      |                  |                |
| Titel                         | Katalog-Nr.      | veröffentlicht |
| The Silky Smooth Tones        | Jasmine          | 2011           |
| It’s Just A Matter Of Time    | Hallmark         | 2010           |
| At His Best                   | Collectors       | 2008           |
| Best Of Brook Benton          | Spectrum         | 2008           |
| My Country / That Old Feeling | Sony Music       | 2007           |
| Silky Soul Balladeer          | American Lege    | 2006           |
| For My Baby                   | Spectrum         | 2005           |
| Rainy Night in Georgia        | Prestige         | 2004           |
| 20 Greatest Hits              | Remember         | 2003           |
| Legendary Song Stylist        | Pulse            | 2003           |
| Songs I Love To Sing          | Verve            | 2003           |
| Endlessly: Greatest Hits      | Goldies          | 2001           |
| The Best Of Brook Benton      | Mercury          | 2001           |
| Greatest Hits                 | UMVD             | 1998           |
| A Rockin’ Good Way            | GOLDD            | 1989           |

## Chartplatzierungen

### Alben
| Jahr | Titel                                  | Höchstplatzierung, Gesamtwochen, AuszeichnungChartplatzierungen (Jahr, Titel, Platzierungen, Wochen, Auszeichnungen, Anmerkungen) | Höchstplatzierung, Gesamtwochen, AuszeichnungChartplatzierungen (Jahr, Titel, Platzierungen, Wochen, Auszeichnungen, Anmerkungen) | Höchstplatzierung, Gesamtwochen, AuszeichnungChartplatzierungen (Jahr, Titel, Platzierungen, Wochen, Auszeichnungen, Anmerkungen) | Anmerkungen |
| Jahr | Titel                                  | UK | US | R&B | Anmerkungen |
| ---- | -------------------------------------- | --- | --- | --- | ----------- |
| 1961 | Golden Hits                            | — | US82 (20 Wo.)US | — |             |
| 1961 | The Boll Weevil Song                   | — | US76 (13 Wo.)US | — |             |
| 1962 | If You Believe                         | — | US77 (7 Wo.)US | — |             |
| 1962 | Singin’ The Blues                      | — | US40 (15 Wo.)US | — |             |
| 1963 | Golden Hits Volume 2                   | — | US82 (6 Wo.)US | — |             |
| 1967 | Laura (What’s He Got That I Ain’t Got) | — | US156 (4 Wo.)US | — |             |
| 1969 | Do Your Own Thing                      | — | US189 (2 Wo.)US | — |             |
| 1970 | Brook Benton Today                     | — | US27 (23 Wo.)US | R&B4 (21 Wo.)R&B |             |
| 1970 | Home Style                             | — | US199 (2 Wo.)US | — |             |

grau schraffiert: keine Chartdaten aus diesem Jahr verfügbar

### Singles
| Jahr | Titel Album                                           | Höchstplatzierung, Gesamtwochen, AuszeichnungChartplatzierungen (Jahr, Titel, Album, Platzierungen, Wochen, Auszeichnungen, Anmerkungen) | Höchstplatzierung, Gesamtwochen, AuszeichnungChartplatzierungen (Jahr, Titel, Album, Platzierungen, Wochen, Auszeichnungen, Anmerkungen) | Höchstplatzierung, Gesamtwochen, AuszeichnungChartplatzierungen (Jahr, Titel, Album, Platzierungen, Wochen, Auszeichnungen, Anmerkungen) | Anmerkungen          |
| Jahr | Titel Album                                           | UK | US | R&B | Anmerkungen          |
| ---- | ----------------------------------------------------- | --- | --- | --- | -------------------- |
| 1959 | Hurtin’ Inside –                                      | — | US78 (4 Wo.)US | R&B23 (3 Wo.)R&B |                      |
| 1959 | It’s Just a Matter of Time –                          | — | US3 (18 Wo.)US | R&B1 (15 Wo.)R&B |                      |
| 1959 | With All Of My Heart –                                | — | US82 (1 Wo.)US | — |                      |
| 1959 | Endlessly –                                           | UK28 (2 Wo.)UK | US12 (13 Wo.)US | R&B3 (12 Wo.)R&B |                      |
| 1959 | So Close –                                            | — | US38 (7 Wo.)US | R&B5 (12 Wo.)R&B |                      |
| 1959 | So Many Ways –                                        | — | US6 (16 Wo.)US | R&B1 (17 Wo.)R&B |                      |
| 1959 | Thank You Pretty Baby –                               | — | US16 (14 Wo.)US | R&B1 (14 Wo.)R&B |                      |
| 1960 | This Time Of The Year –                               | — | US66 (5 Wo.)US | R&B12 (2 Wo.)R&B |                      |
| 1960 | Baby (You’ve Got What It Takes) –                     | — | US5 (15 Wo.)US | R&B1 (17 Wo.)R&B | mit Dinah Washington |
| 1960 | Kiddio –                                              | UK41 (6 Wo.)UK | US7 (17 Wo.)US | R&B1 (14 Wo.)R&B |                      |
| 1960 | Hither And Thither And Yon –                          | — | US58 (6 Wo.)US | — |                      |
| 1960 | The Ties That Bind –                                  | — | US37 (9 Wo.)US | R&B15 (4 Wo.)R&B |                      |
| 1960 | A Rockin Good Way (To Mess Around And Fall In Love) – | — | US7 (13 Wo.)US | R&B1 (13 Wo.)R&B | mit Dinah Washington |
| 1960 | The Same One –                                        | — | US16 (12 Wo.)US | R&B21 (1 Wo.)R&B |                      |
| 1960 | Fools Rush In (Where Angels Fear To Tread) –          | UK50 (1 Wo.)UK | US24 (10 Wo.)US | R&B5 (10 Wo.)R&B |                      |
| 1960 | Someday You’ll Want Me To Want You –                  | — | US93 (1 Wo.)US | — |                      |
| 1961 | Think Twice –                                         | — | US11 (12 Wo.)US | R&B6 (14 Wo.)R&B |                      |
| 1961 | For My Baby –                                         | — | US28 (8 Wo.)US | R&B2 (13 Wo.)R&B |                      |
| 1961 | The Boll Weevil Song –                                | UK30 (9 Wo.)UK | US2 (16 Wo.)US | R&B2 (12 Wo.)R&B |                      |
| 1961 | Frankie and Johnny –                                  | — | US20 (8 Wo.)US | R&B14 (6 Wo.)R&B |                      |
| 1961 | It’s Just a House Without You –                       | — | US45 (5 Wo.)US | — |                      |
| 1962 | The Lost Penny –                                      | — | US77 (2 Wo.)US | — |                      |
| 1962 | Shadrack –                                            | — | US19 (9 Wo.)US | — |                      |
| 1962 | Walk on the Wild Side –                               | — | US43 (7 Wo.)US | — |                      |
| 1962 | Hit Record –                                          | — | US45 (8 Wo.)US | R&B19 (3 Wo.)R&B |                      |
| 1962 | Revenge –                                             | — | US15 (10 Wo.)US | R&B12 (5 Wo.)R&B |                      |
| 1962 | Lie to Me –                                           | — | US13 (10 Wo.)US | R&B3 (15 Wo.)R&B |                      |
| 1962 | Still Waters Run Deep –                               | — | US89 (1 Wo.)US | — |                      |
| 1963 | Hotel Happiness –                                     | — | US3 (12 Wo.)US | R&B2 (13 Wo.)R&B |                      |
| 1963 | Dearer Than Life –                                    | — | US59 (8 Wo.)US | — |                      |
| 1963 | I Got What I Wanted –                                 | — | US28 (8 Wo.)US | R&B4 (8 Wo.)R&B |                      |
| 1963 | My True Confession –                                  | — | US22 (9 Wo.)US | R&B7 (10 Wo.)R&B |                      |
| 1963 | Two Tickets to Paradise –                             | — | US32 (10 Wo.)US | R&B15 (8 Wo.)R&B |                      |
| 1963 | Stop Foolin’ –                                        | — | — | R&B25 (7 Wo.)R&B |                      |
| 1964 | Going Going Gone –                                    | — | US35 (7 Wo.)US | R&B5 (8 Wo.)R&B |                      |
| 1964 | Another Cup of Coffee –                               | — | US47 (7 Wo.)US | R&B4 (11 Wo.)R&B |                      |
| 1964 | Too Late to Turn Back Now –                           | — | US43 (8 Wo.)US | R&B8 (10 Wo.)R&B |                      |
| 1964 | A House Is Not A Home –                               | — | US75 (7 Wo.)US | R&B6 (13 Wo.)R&B |                      |
| 1964 | Lumberjack –                                          | — | US53 (7 Wo.)US | R&B11 (11 Wo.)R&B |                      |
| 1964 | Do It Right –                                         | — | US67 (4 Wo.)US | R&B33 (5 Wo.)R&B |                      |
| 1965 | Mother Nature, Father Time –                          | — | US53 (7 Wo.)US | R&B26 (5 Wo.)R&B |                      |
| 1965 | Love Me Now –                                         | — | US100 (1 Wo.)US | — |                      |
| 1967 | Laura (What’s He Got That I Ain’t Got)                | — | US78 (4 Wo.)US | — |                      |
| 1968 | Do Your Own Thing                                     | — | US99 (2 Wo.)US | — |                      |
| 1969 | Nothing Can Take The Place Of You –                   | — | US74 (6 Wo.)US | R&B11 (8 Wo.)R&B |                      |
| 1970 | Rainy Night in Georgia / Rubberneckin’ –              | — | US4 Gold · (15 Wo.)US | R&B1 (14 Wo.)R&B |                      |
| 1970 | My Way –                                              | — | US72 (6 Wo.)US | R&B25 (6 Wo.)R&B |                      |
| 1970 | Don’t It Make You Want to Go Home –                   | — | US45 (7 Wo.)US | R&B31 (4 Wo.)R&B | mit The Dixie Flyers |
| 1971 | Shoes –                                               | — | US67 (6 Wo.)US | R&B18 (9 Wo.)R&B | mit The Dixie Flyers |

## Statistik

### Chartauswertung
|                     | UK    | US    | R&B     |
| ------------------- | ----- | ----- | ------- |
| Nummer-eins-Alben   | UK—UK | US—US | R&B—R&B |
| Top-10-Alben        | UK—UK | US—US | R&B1R&B |
| Alben in den Charts | UK—UK | US9US | R&B1R&B |

|                       | UK    | US     | R&B      |
| --------------------- | ----- | ------ | -------- |
| Nummer-eins-Singles   | UK—UK | US—US  | R&B7R&B  |
| Top-10-Singles        | UK—UK | US8US  | R&B21R&B |
| Singles in den Charts | UK4UK | US48US | R&B37R&B |

### Auszeichnungen für Musikverkäufe
Anmerkung: Auszeichnungen in Ländern aus den Charttabellen bzw. Chartboxen sind in ebendiesen zu finden.
| Land/RegionAuszeichnungen für Musikverkäufe (Land/Region, Auszeichnungen, Verkäufe, Quellen) | Gold  | Platin | Verkäufe  | Quellen  |
| -------------------------------------------------------------------------------------------- | ----- | ------ | --------- | -------- |
| Vereinigte Staaten (RIAA)                                                                    | Gold1 | —      | 1.000.000 | riaa.com |
| Insgesamt                                                                                    | Gold1 | —      |           |          |